# Сухарев, Владимир Георгиевич
Влади́мир Гео́ргиевич Сухарев (10 июля 1924 — 30 апреля 1997) — советский легкоатлет, спринтер, заслуженный мастер спорта СССР (1951).

## Биография
Родился 10 июля 1924 году в селе Георгиевка (Пишпекский уезд, Семиреченская область, Туркестанская АССР (ныне — Кордайский район, Жамбылская область, Казахстан) (по другим сведениям в посёлке рудника Туя-Муюн Ошской области Киргизской ССР).
В 1942 году в возрасте 18 лет ушёл на войну.
После демобилизации поступил в Казахский государственный институт физической культуры, одновременно служил в войсках МВД и выступал за алматинское «Динамо». Показывал высокие результаты во многих видах спорта, остановил свой выбор на легкой атлетике, выступал на разных дистанциях.
В первенстве Казахской ССР 1946 года по легкой атлетике, проведенном 17—21 августа, Сухарев выиграл звание чемпиона сразу в пяти видах: беге на 100 м — 11,4 с., на 200 — 24,2 с., 400 — 54,7 с., и в составе сборной Алма-Аты в двух эстафетных забегах — 4×100 м и 4×400 м. В 1947 году в чемпионате Казахской ССР не участвовал, так как соревновался в это самое время во всесоюзном первенстве «Динамо». В 1948 опять стал чемпионом Казахской ССР в беге на 100 м со временем 11,1 сек. В том же году в первенстве СССР в Харькове, выступая за сборную команду ЦС «Динамо», в беге на 200 м со временем 22,2 с. стал бронзовым призером. Тогда его впервые включили в сборную команду СССР и перевели по службе в Москву.
Тренировался в спортклубе Динамо. Девятикратный чемпион СССР в индивидуальных спринтерских дисциплинах и в эстафетах.
Выступал на летней Олимпиаде 1952 года в Хельсинки, Финляндия в эстафете 4×100 метров, выиграв серебро вместе с товарищами по команде Борисом Токаревым, Львом Каляевым и Леваном Санадзе.
Окончил школу тренеров при ГЦОЛИФК в 1955 году.
На летней Олимпиаде 1956 года в Мельбурне, Австралия выступал с Борисом Токаревым, Леонидом Бартеневым и Юрием Коноваловым в эстафете 4×100 метров, также заняв 2-е место.
Похоронен на Троекуровском кладбище.

## Награды
- орден Трудового Красного Знамени (27.04.1957) — «за успехи, достигнутые в деле развития массового физкультурного движения в стране, повышения мастерства советских спортсменов, и успешное выступление на международных соревнованиях»